# Popów (Gran Polonia)
Popów [ˈpɔpuf] es un pueblo en el distrito administrativo de Gmina Szczytniki, dentro del distrito de Kalisz, voivodato de Gran Polonia, en el oeste de Polonia central. Se encuentra aproximadamente a 20 kilómetros del sureste de Kalisz y a 126 kilómetros del sureste de la capital regional Poznan.